# Nyköpings län
Nyköpings län is een voormalige provincie in Zweden. De provincie bestond van 1634 tot en met 1683 en lag in het landschap Södermanland. In 1683 werd Gripsholms län samengevoegd met Gripsholms län en Eskilstunahus län tot Södermanlands län. De residentiestad van de gouverneur van de provincie was Nyköping, deze stad werd ook de hoofdstad van de provincie Södermanlands län.